# Luboš Bartoň
Luboš Bartoň (ur. 7 kwietnia 1980 w Českiej Lípie) – czeski koszykarz, grający na pozycji niskiego skrzydłowego, reprezentant kraju, po zakończeniu kariery zawodniczej trener koszykarski, obecnie asystent trenera CB Girona oraz kadry Czech.

## Kariera
Bartoň rozpoczął swoją karierę w młodzieżowych zespołach SCE Decin. W sezonie 1996/97 zadebiutował w barwach SCE Decin. Następnie, w sezonie 2002/03 odszedł do włoskiej Fortitudo Bolonii. Rok później został koszykarzem Virtusu Rzym.
W sezonie 2005/06 przeniósł się do Hiszpanii, gdzie podpisał kontrakt z Joventut Badalona. Po trzech sezonach odszedł do FC Barcelony.
W sierpniu 2010 roku podpisał dwuletni kontrakt z Baloncesto Fuenlabrada.

## Osiągnięcia
Na podstawie, o ile nie zaznaczono inaczej.

### NCAA
- Uczestnik turnieju NCAA (1998, 1999, 2000)
- Mistrz sezonu regularnego konferencji Mid-Continent (MCC – 1999, 2001, 2002)
- Koszykarz Roku konferencji Mid-Continent (2002)
- MVP turnieju konferencji Mid-Continent (2000)
- Najlepszy nowo przybyły zawodnik konferencji Mid-Continent (1999)
- Zaliczony do:
  - I składu MCC (2002)
  - II składu MCC (2001)

### Drużynowe
- Mistrz:
  - Euroligi (2010)
  - Eurocup (2008, 2014)
  - EuroChallenge (2006)
  - Hiszpanii (2009)
  - Czech (2015)
  - Katalonii (2006)
- Wicemistrz Włoch (2003)
- Brąz:
  - Euroligi (2009)
  - mistrzostw Czech (1998)
- Zdobywca:
  - Pucharu Hiszpanii (2008, 2010)
  - Superpucharu Hiszpanii (2009)
- 3. miejsce w Pucharze Hiszpanii (2014)

### Indywidualne
- Uczestnik czeskiego meczu gwiazd (1998)

### Reprezentacja
- Uczestnik:
  - mistrzostw Europy (1999 – 12. miejsce, 2007 – 13. miejsce, 2013 – 13. miejsce, 2015 – 7. miejsce)
  - mistrzostw Europy U–20 (2000 – 12. miejsce)
- Lider Eurobasketu w:
  - przechwytach (1999)
  - za 3 punkty (1999 – 61,3%)[6]

### Trenerskie
Jako asystent trenera
- Uczestnik mistrzostw Europy (2022)[7]